# Doroteusz (Leowaris)
Doroteusz, imię świeckie Dimitrios Leowaris (ur. 22 sierpnia 1948 na Chios) – duchowny prawosławnego Patriarchutu Jerozolimy, od 2000 arcybiskup Abili.

## Życiorys
W 1969 został wyświęcony na diakona. Święcenia kapłańskie przyjął w 1973. W 1975 uzyskał godność archimandryty. Chirotonię biskupią otrzymał 12 października 1998. W 2000 został mianowany arcybiskupem Abili.